# Sportjahr 1958
Liste der Sportjahre

◄◄ | ◄ | 1954 | 1955 | 1956 | 1957 | Sportjahr 1958 | 1959 | 1960 | 1961 | 1962 | ► | ►►

Weitere Ereignisse

## Badminton
Höhepunkte des Badmintonjahres 1958 waren der Thomas Cup mit dem Sieger Indonesien sowie die All England, die Irish Open, die Scottish Open, die German Open, die Dutch Open und die French Open. In Österreich und Kambodscha wurden erstmals nationale Titelkämpfe ausgetragen.

### Internationale Veranstaltungen
| Veranstaltung | Herreneinzel       | Dameneinzel          | Herrendoppel                          | Damendoppel                        | Mixed                       |
| ------------- | ------------------ | -------------------- | ------------------------------------- | ---------------------------------- | --------------------------- |
| All England   | Erland Kops        | Judy Devlin          | Erland Kops Poul-Erik Nielsen         | Margaret Varner Heather Ward       | Tony Jordan June Timperley  |
| French Open   | Peter Knack        | Pratuang Pattabongse | Atte Nyberg Rolf Olsson               | Pratuang Pattabongse Julie Charles | Rolf Olsson Ingrid Dahlberg |
| German Open   | Ferry Sonneville   | Gisela Ellermann     | Hugh Findlay John Timperley           | Gisela Ellermann Hannelore Schmidt | Bo Nilsson Amy Pettersson   |
| Malaysia Open | Charoen Wattanasin | Pachara Pattabongse  | Charoen Wattanasin Kamal Sudthivanich | Tan Gaik Bee Lim Kit Lin           | Lim Say Hup Tan Gaik Bee    |

## Fußball
- 1. Mai – Im Rückspiel um den Messepokal 1955–1958 holt sich der FC Barcelona durch einen 6:0-Erfolg nach einem 2:2-Unentschieden im Hinspiel am 5. März gegen eine Londoner Stadtauswahl den Titel des erstmals ausgetragenen Wettbewerbs
- 28. Mai – Real Madrid gelingt im Finale des Europapokals der Landesmeister 1957/58 durch einen 3:2-Erfolg nach Verlängerung über den italienischen Vertreter AC Mailand der dritte Erfolg in Serie
- 29. Juni – Im Endspiel des seit dem 8. Juni in Schweden ausgetragenen Weltmeisterschaftsturniers 1958 schlägt Brasilien die gastgebende schwedische Mannschaft mit 5:2.

## Leichtathletik
- 13. Mai – Wera Krepkina, Sowjetunion, lief die 100 m der Damen 11,3 s.
- 1. Juni – Dana Zátopková, Tschechoslowakei, erreichte im Speerwurf der Damen 55,73 m.
- 12. Juni – Hal Connolly, USA, erreichte im Hammerwurf der Herren 68,68 m.
- 18. Juni – Wassili Kusnezow, Sowjetunion, erreichte im Zehnkampf der Herren 8014 Punkte.
- 22. Juni – Iolanda Balaș, Rumänien, sprang im Hochsprung der Damen 1,80 m.
- 24. Juli – Anna Pazera, Australien erreichte im Speerwurf der Damen 57,40 m.
- 6. August – Glenn Davis, USA, lief die 400 m Hürden der Herren in 49,2 s.
- 19. August – Oleg Rjachowski, Sowjetunion, erreichte im Dreisprung der Herren 16,59 m.
- 24. August – Sergei Popow, Sowjetunion, lief den Marathon der Herren in 2:15:17 h.
- 28. August – Herb Elliott, Australien, lief die 1500 m der Herren in 3:36,0 min.
- 28. August – Rafer Johnson, USA, erreichte im Zehnkampf der Herren 8302 Punkte.
- 19. September – Jerzy Chromik, Polen, lief die 3000 m Hindernis der Herren in 8:32,0 min.
- 4. Oktober – Iolanda Balaș, Rumänien, erreichte im Hochsprung der Damen 1,82 m.
- 18. Oktober – Iolanda Balaș, Rumänien, erreichte im Hochsprung der Damen 1,83 m.
- 30. Oktober – Birutė Zalogaitytė, Sowjetunion erreichte im Speerwurf der Damen 57,49 m.

## Tischtennis
- Tischtennis-Europameisterschaft 1958  2. bis 19. März in Budapest
- Länderspiele Deutschlands (Freundschaftsspiele)
  - 26. Februar: Burgkunstadt: D. – England 0:3 (Damen)
  - 26. Februar: Burgkunstadt: D. – England 5:2 (Herren)
  - 13. April: Schramberg: D. – Frankreich 5:0 (Herren)
  - 4. Mai: Rheine: D. – Dänemark 5:3 (Herren)
  - 4. Mai: Rheine: D. – Dänemark 2:3 (Damen)
  - 30. Oktober: Wien: D. – Österreich 5:0 (Damen)
  - 30. Oktober: Wien: D. – Österreich 5:1 (Herren)
  - Oktober: Jülich: D. – England 2:5 (Herren)

## Geboren

### Januar
- 02. Januar: Ottavio Dazzan, argentinisch-italienischer Bahnradsportler († 2024)
- 02. Januar: Igor Sokolow, sowjetisch-russischer Sportschütze und Olympiasieger
- 07. Januar: Miki Biasion, italienischer Rallyefahrer
- 07. Januar: Florian Beck, deutscher Skirennläufer
- 12. Januar: Matthias Döschner, deutscher Fußballspieler
- 14. Januar: Wladimir Subkow, sowjetisch-russischer Eishockeyspieler
- 14. Januar: Peter Volmer, deutscher Leichtathlet
- 17. Januar: Gabriele Marion Appel, deutsche Hockeyspielerin
- 17. Januar: Klaus Täuber, deutscher Fußballspieler und -trainer († 2023)
- 18. Januar: Bernard Genghini, französischer Fußballspieler
- 19. Januar: Michel De Wolf, belgischer Fußballspieler
- 21. Januar: Klaus Thiele, deutscher Leichtathlet
- 22. Januar: Nikolaos Anastopoulos, griechischer Fußballspieler und -trainer
- 23. Januar: Sergei Litwinow, sowjetisch-russischer Hammerwerfer († 2018)
- 24. Januar: Frank Ullrich, deutscher Biathlet und Bundestrainer der deutschen Biathleten
- 24. Januar: Harti Weirather, österreichischer Skirennläufer
- 25. Januar: Jürgen Hingsen, deutscher Zehnkämpfer Jürgen Hingsen

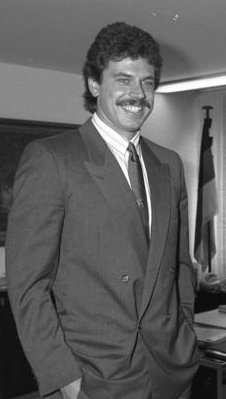
Jürgen Hingsen

- 26. Januar: Gian Piero Gasperini, italienischer Fußballspieler und -trainer
- 26. Januar: Jelisaweta Tschernyschowa, russische Hürdenläuferin

### Februar

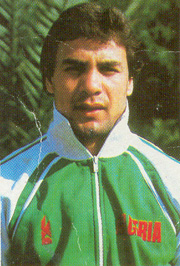
Rabah Madjer

- 01. Februar: Søren Lerby, dänischer Fußballspieler und -trainer
- 01. Februar: Celso Otero, uruguayischer Fußballtorhüter
- 05. Februar: Frank Pagelsdorf, deutscher Fußballspieler und -trainer
- 07. Februar: Giuseppe Baresi, italienischer Fußballspieler
- 08. Februar: Sherri Martel, US-amerikanische Profi-Wrestlerin und Wrestling-Managerin († 2007)
- 09. Februar: Totju Andonow, bulgarischer Ringer
- 10. Februar: Jewgeni Seredin, russischer Schwimmer († 2006)
- 14. Februar: Anders Larson, schwedischer Ruderer
- 15. Februar: Rabah Madjer, algerischer Fußballspieler und -trainer
- 16. Februar: Bernhard Englbrecht, deutscher Eishockeyspieler und -trainer
- 17. Februar: Wolfgang Schüler, deutscher Fußballspieler († 2024)
- 18. Februar: Giovanni Lavaggi, italienischer Automobilrennfahrer
- 21. Februar: Uladsimir Kotau, belarussischer Leichtathlet
- 21. Februar: Jörn-Uwe Lommel, deutscher Handballspieler und -trainer
- 21. Februar: Martin Weppler, deutscher Leichtathlet
- 22. Februar: Almo Coppelli, italienischer Automobilrennfahrer
- 28. Februar: Christina Lathan, deutsche Leichtathletin und Olympiasiegerin
- 28. Februar: Jewgeni Lipejew, russisch-sowjetischer Pentathlet und Olympiasieger

### März
- 02. März: Kevin Curren, südafrikanischer Tennisspieler
- 04. März: Per Egil Ahlsen, norwegischer Fußballspieler
- 04. März: Maria Fadejewa, sowjetische Ruderin und Weltmeisterin
- 04. März: Antonina Wiktorowna Machina, sowjetische Ruderin
- 05. März: Wolodymyr Bessonow, ukrainischer Fußballtrainer und ehemaliger sowjetischer Fußballspieler
- 07. März: Stefan Born, deutscher Fußballspieler († 2015)
- 08. März: Erwin Skamrahl, deutscher Leichtathlet
- 09. März: Hans Stacey, niederländischer Rallye- und Rallye-Raid-Fahrer
- 11. März: Eddie Lawson, US-amerikanischer Motorradrennfahrer
- 12. März: Phil Anderson, australischer Radrennfahrer
- 13. März: Ján Kocian, slowakischer Fußballspieler und -trainer
- 14. März: Leonhard Stock, österreichischer Skirennläufer
- 15. März: Peter Hertel, deutscher Schach-Großmeister im Fernschach
- 17. März: José Manuel Abascal, spanischer Mittel- und Langstreckenläufer
- 17. März: Olga Burjakina, russische Basketballspielerin
- 18. März: Andreas Wenzel, liechtensteinischer Skirennläufer
- 21. März: Marlies Göhr, deutsche Leichtathletin Marlies Göhr

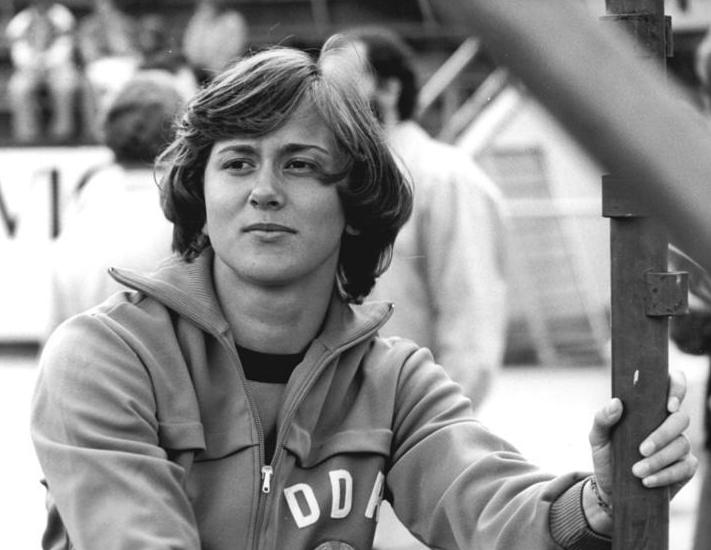
Marlies Göhr

- 24. März: Albert Carnice, andorranischer Fußballspieler
- 25. März: Thomas Happe, deutscher Handballspieler
- 26. März: Elio de Angelis, italienischer Automobilrennfahrer († 1986)
- 27. März: Colin Batch, australischer Hockeyspieler und -trainer
- 27. März: Didier de Radiguès, belgischer Automobil- und Motorradrennfahrer
- 28. März: Curt Hennig, US-amerikanischer Profi-Wrestler, „Mr. Perfect“ († 2003)
- 28. März: Heinz Hermann, Schweizer Fußballspieler
- 29. März: Juri Pimenow, russisch-sowjetischer Ruderer († 2019)

### April
- 01. April: Tita, brasilianischer Fußballspieler
- 02. April: Mariano Lukow, bulgarischer Tischtennisspieler und -trainer
- 02. April: Dierk Schmäschke, deutscher Handballmanager und Handballspieler
- 04. April: Christian Danner, deutscher Motorsportler
- 04. April: Morten Frost, dänischer Badmintonspieler und -trainer
- 05. April: Johan Kriek, südafrikanischer Tennisspieler
- 09. April: Gregg Tafralis, US-amerikanischer Kugelstoßer († 2023)
- 10. April: Elmar Məhərrəmov, aserbaidschanischer Schachspieler
- 11. April: Ljudmila Kondratjewa, russische Leichtathletin
- 12. April: Ginka Sagortschewa, bulgarische Leichtathletin
- 15. April: Herbert Heinrich, deutscher Eishockeyspieler († 2025)
- 17. April: Ralf Wosik, deutscher Tischtennisspieler
- 18. April: Shaibu Amodu, nigerianischer Fußballtrainer († 2016)
- 19. April: Manix Mandiola, spanischer Fußballspieler und -trainer
- 20. April: Wjatscheslaw Fetissow, russischer Eishockeyspieler
- 23. April: Magnus Andersson, schwedischer Fußballspieler
- 24. April: Mercedes Stermitz, österreichische Schönheitskönigin und Rennfahrerin
- 27. April: Ronald Adam, deutscher Fußballspieler
- 28. April: Doris De Agostini, Schweizer Skirennläuferin
- 28. April: Hal Sutton, US-amerikanischer Golfer
- 29. April: Giovanni Galli, italienischer Fußballspieler

### Mai
- 02. Mai: David O’Leary, irischer Fußballspieler und -trainer
- 05. Mai: Serse Cosmi, italienischer Fußballtrainer
- 06. Mai: Tommy Byrne, irischer Automobilrennfahrer
- 08. Mai: Branka Batinić, kroatische Tischtennisspielerin
- 08. Mai: Péter Várhidi, ungarischer Fußballspieler und -trainer
- 09. Mai: Brad Budde, US-amerikanischer American-Football-Spieler
- 11. Mai: Peter Antonie, australischer Ruderer und Olympiasieger
- 12. Mai: Massimo Briaschi, italienischer Fußballspieler und Spielervermittler
- 13. Mai: Helen Barnett-Burkart, Schweizer Leichtathletin
- 13. Mai: Wassilij Tichonow, russischer Eishockeyspieler und -trainer († 2013)
- 14. Mai: Andrzej Grubba, polnischer Tischtennisspieler († 2005)
- 18. Mai: Rubén Omar Romano, argentinischer Fußballtrainer
- 26. Mai: Alexander Tyschnych, russisch-sowjetischer Eishockeytorwart
- 27. Mai: Heike Schulte-Mattler, deutsche Leichtathletin
- 28. Mai: František Straka, tschechischer Fußballspieler und -trainer
- 28. Mai: Natalja Tschmyrjowa, sowjetisch-russische Tennisspielerin († 2015)
- 29. Mai: Uwe Rapolder, deutscher Fußballtrainer
- 31. Mai: Stephen Holland, australischer Schwimmer

### Juni
- 02. Juni: Lex Luger, US-amerikanischer Wrestler
- 04. Juni: Reiner Ackermann, deutscher Fußballspieler
- 08. Juni: Johann Pregesbauer, österreichischer Fußballspieler
- 09. Juni: Karel Lang, tschechischer Eishockeytorwart
- 10. Juni: Peter Elter, deutscher Tennisspieler
- 10. Juni: Attilio Tesser, italienischer Fußballspieler und -trainer
- 12. Juni: Domenico Brigaglia, italienischer Motorradrennfahrer
- 14. Juni: Eric Heiden, US-amerikanischer Eisschnellläufer
- 15. Juni: Riccardo Paletti, Rennfahrer aus San Marino († 1982)
- 19. Juni: Sergei Makarow, russischer Eishockeyspieler und Mitglied der IIHF Hall of Fame sowie der Hockey Hall of Fame
- 19. Juni: Heike Roock, deutsche Mittelstreckenläuferin
- 28. Juni: Uwe Helmes, deutscher Fußballspieler
- 28. Juni: Lindsay Robertson, britischer Leichtathlet
- 28. Juni: Sergei Schachrai, russischer Eiskunstläufer
- 29. Juni: Rosa Mota, portugiesische Leichtathletin
- 29. Juni: Ralf Rangnick, deutscher Fußballtrainer
- 30. Juni: Irina Worobjowa, russisch-sowjetische Eiskunstläuferin

### Juli
- 06. Juli: Rudi Fink, deutscher Boxer
- 10. Juli: Ute Thimm, deutsche Leichtathletin
- 11. Juli: Hugo Sánchez, mexikanischer Fußballspieler und -trainer
- 22. Juli: Stanislaw Leonowitsch, russisch-sowjetischer Eiskunstläufer († 2022)
- 23. Juli: Frank Mill, deutscher Fußballspieler († 2025)
- 25. Juli: Karlheinz Förster, deutscher Fußballspieler
- 26. Juli: Fernando Climent Huerta, spanischer Ruderer
- 26. Juli: Thierry Gilardi, französischer Sportjournalist († 2008)
- 26. Juli: Ramona Neubert, deutsche Leichtathletin
- 26. Juli: Romy Müller, deutsche Leichtathletin und Olympiasiegerin
- 28. Juli: Terry Fox, kanadischer Sportler und Aktivist († 1981)
- 30. Juli: Daley Thompson, britischer Zehnkämpfer Daley Thompson

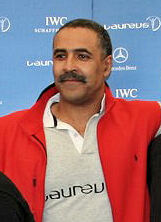
Daley Thompson

### August
- 02. August: Brian Agler, US-amerikanischer Basketballtrainer
- 02. August: Stefan Jambo, deutscher Fußballspieler
- 03. August: Günther Bansemer, deutscher Fußballspieler
- 03. August: Bettine Jahn, deutsche Leichtathletin
- 05. August: Hastomo Arbi, indonesischer Badmintonspieler
- 05. August: Ulla Salzgeber, deutsche Dressurreiterin
- 10. August: Jekaterina Fessenko, russisch-sowjetische Hürdenläuferin
- 11. August: Ken Linseman, kanadischer Eishockeyspieler
- 11. August: Pascale Trinquet, französische Florettfechterin
- 15. August: İskender Günen, türkischer Fußballspieler und -kommentator
- 18. August: Didier Auriol, französischer Rallyefahrer
- 19. August: Anthony Muñoz, US-amerikanischer American-Football-Spieler
- 23. August: Peter Hackbusch, deutscher Fußballspieler
- 26. August: Andreas Bielau, deutscher Fußballspieler
- 26. August: Klaus Ostwald, deutscher Skispringer
- 27. August: Maurizio Sandro Sala, brasilianischer Automobilrennfahrer
- 28. August: Joachim Benfeld, deutscher Fußballspieler
- 28. August: Peter Malota, US-amerikanischer Schauspieler und Martial-Arts-Kämpfer

### September
- 09. September: Knut Schubert, deutscher Eiskunstläufer und Eiskunstlauftrainer
- 10. September: Gerd Truntschka, deutscher Eishockeyspieler
- 11. September: Silvio Baldini, italienischer Fußballtrainer
- 13. September: Peter Wirnsberger, österreichischer Skirennläufer Peter Wirnsberger

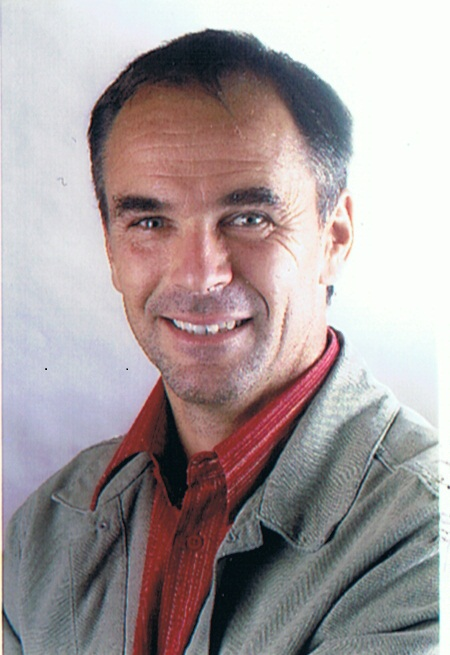
Peter Wirnsberger

- 13. September: Robert Millar, schottischer Radrennfahrer
- 14. September: Karsten Brandt, deutscher Skilangläufer
- 15. September: Guillermo Cosío, mexikanischer Fußballspieler und -trainer
- 18. September: István Antal, rumänischer Eishockeyspieler, -trainer und -funktionär († 2009)
- 20. September: Arn Anderson, US-amerikanischer Wrestler
- 20. September: Norbert Meier, deutscher Fußballspieler und -trainer
- 21. September: Alexander Koschewnikow, russisch-sowjetischer Eishockeyspieler
- 21. September: Rick Mahorn, US-amerikanischer Basketballspieler
- 21. September: Dagmar Stelberg, deutsche Handballspielerin
- 26. September: Georg Ager, österreichischer Skirennläufer
- 26. September: Rudi Cerne, deutscher Eiskunstläufer, Sportjournalist und Fernsehmoderator
- 27. September: Neil Adams, englischer Judoka
- 28. September: Angella Issajenko, kanadische Sprinterin

### Oktober
- 02. Oktober: Kim Andersen, dänischer Radrennfahrer
- 05. Oktober: Antonio Di Gennaro, italienischer Fußballspieler
- 06. Oktober: Sergej Mylnikow, russischer Eishockeytorwart († 2017)
- 07. Oktober: Uwe Ferl, deutscher Fußballspieler und -trainer
- 11. Oktober: Mathias Vierke, deutscher Radrennfahrer
- 14. Oktober: Peter Lipp, deutscher Handballspieler
- 15. Oktober: Walerij Kleschnjow, russisch-sowjetischer Ruderer und olympischer Silbermedaillengewinner
- 15. Oktober: Perlat Musta, albanischer Fußballspieler
- 15. Oktober: Gerry Sorensen, kanadische Skirennläuferin
- 18. Oktober: Julio Olarticoechea, argentinischer Fußballspieler
- 20. Oktober: Scott Hall, US-amerikanischer Wrestler († 2022)
- 21. Oktober: Dieter Amann, österreichischer Skirennläufer
- 22. Oktober: Johnny Unser, US-amerikanischer Automobilrennfahrer und Motorsportfunktionär
- 23. Oktober: Frank Schaffer, deutscher Leichtathlet
- 25. Oktober: Kornelia Ender, deutsche Schwimmerin
- 26. Oktober: Walter Junghans, deutscher Fußballtorhüter
- 28. Oktober: Ernst Middendorp, deutscher Fußballtrainer
- 31. Oktober: Yves Loubet, französischer Rallyefahrer

### November

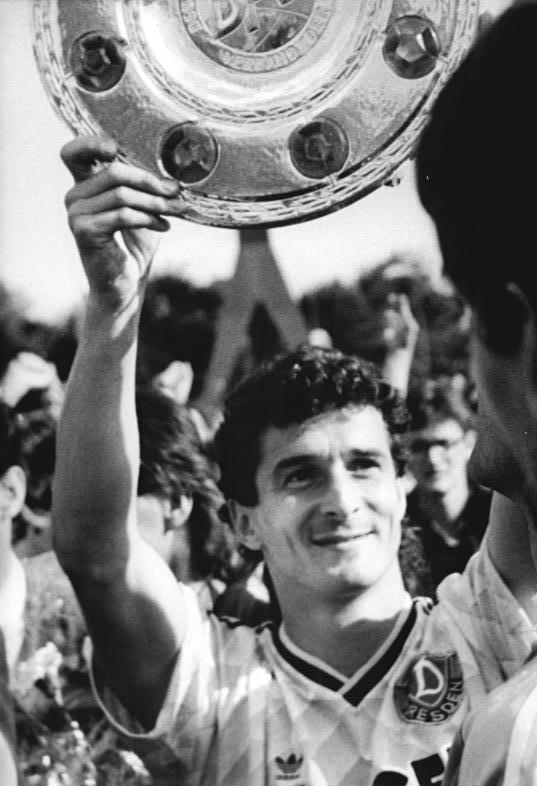
Hans-Uwe Pilz

- 01. November: Toussaint Fouda, kamerunischer Radrennfahrer
- 01. November: Edith Maier, österreichische Leichtathletin
- 04. November: Uwe Bewersdorf, deutscher Eiskunstläufer
- 06. November: Urs Freuler, Schweizer Radrennfahrer
- 08. November: Gerald Mortag, deutscher Radsporttrainer und Radsportler († 2023)
- 10. November: Michael Dusek, deutscher Fußballspieler und -trainer († 2023)
- 10. November: Hans-Uwe Pilz, deutscher Fußballspieler
- 16. November: Roberto Guerrero, kolumbianischer Automobilrennfahrer
- 17. November: Jean-Louis Tournadre, französischer Motorradrennfahrer
- 18. November: Robert Dill-Bundi, Schweizer Radsportler († 2024)
- 18. November: Shirley Strong, britische Leichtathletin
- 19. November: Claudio Foscarini, italienischer Fußballspieler und -trainer
- 24. November: Roy Aitken, schottischer Fußballspieler
- 24. November: Jean-François Yvon, französischer Automobilrennfahrer
- 25. November: Elizabeth Appleby, kanadische Eisschnellläuferin
- 25. November: Olaf Seier, deutscher Fußballspieler (DDR)
- 26. November: Ellen Fiedler, deutsche Leichtathletin
- 26. November: Michail Linge, sowjetischer Sprinter und Olympiasieger († 1994)
- 28. November: Kriss Akabusi, britischer Leichtathlet
- 28. November: Hideki Okada, japanischer Automobilrennfahrer

### Dezember
- 01. Dezember: Javier Aguirre, mexikanischer Fußballspieler und -trainer
- 01. Dezember: Alberto Cova, italienischer Leichtathlet
- 02. Dezember: Uladsimir Parfjanowitsch, sowjetischer Kanute und dreifacher Olympiasieger
- 03. Dezember: Otto Becker, deutscher Springreiter
- 04. Dezember: Jonathan Asselin, kanadischer Springreiter
- 04. Dezember: Wolfgang Schäfer, deutscher Fußballspieler
- 04. Dezember: Sergej Starikow, russischer Eishockeyspieler
- 07. Dezember: Rick Rude, US-amerikanischer Wrestler († 1999)
- 12. Dezember: Mustafa Reşit Akçay, türkischer Fußballtrainer
- 12. Dezember: Gabriele Löwe, deutsche Leichtathletin
- 17. Dezember: Gerhard Waibel, deutscher Motorradrennfahrer
- 19. Dezember: José Aguilar Pulsán, kubanischer Boxer († 2014)
- 20. Dezember: Jürgen Raab, deutscher Fußballspieler und -trainer
- 21. Dezember: Tamara Bykowa, russische Leichtathletin
- 22. Dezember: Jerzy Hawrylewicz, polnischer Fußballspieler († 2009)
- 24. Dezember: Hans Spaan, niederländischer Motorradrennfahrer
- 25. Dezember: Rickey Henderson, US-amerikanischer Baseballspieler († 2024)
- 29. Dezember: Lakhdar Belloumi, algerischer Fußballspieler und -trainer
- 30. Dezember: Ingrid Losert, deutsche Fechterin
- 30. Dezember: Michael Stäuble, Schweizer Sportjournalist, Sportreporter und Fernsehredakteur

### Tag unbekannt
- Ole Andersen, dänischer Handballtrainer

## Gestorben

### Januar
- 03. Januar: Dunc Munro, kanadischer Eishockeyspieler (* 1901)
- 05. Januar: William Hirons, britischer Leichtathlet und Tauzieher (* 1871)
- 07. Januar: Jalmari Eskola, finnischer Langstreckenläufer (* 1886)
- 07. Januar: Goffredo Zehender, italienischer Automobilrennfahrer (* 1901)
- 08. Januar: John Duff, kanadischer Automobilrennfahrer (* 1895)
- 08. Januar: Paul Pilgrim, US-amerikanischer Leichtathlet (* 1883)
- 09. Januar: Dick Grant, kanadischer Langstreckenläufer (* 1878)
- 09. Januar: John Postans, britischer Sportschütze (* 1869)
- 12. Januar: Max Holsboer, Schweizer Eishockeyspieler (* 1883)
- 12. Januar: Georges Pouilley, französischer Schwimmer (* 1893)
- 17. Januar: Eric Crockford, englischer Hockey- und Cricketspieler (* 1888)
- 17. Januar: Erich Laeisz, deutscher Regattasegler (* 1888)
- 17. Januar: Rudolf Senti, liechtensteinischer Sportschütze (* 1898)
- 18. Januar: Kurt Hornfischer, deutscher Ringer (* 1910)
- 23. Januar: Nikolaos Georgandas, griechischer Leichtathlet (* 1880)
- 29. Januar: Arnfinn Heje, norwegischer Segler (* 1877)

### Februar
- 04. Februar: Einar Halling-Johansson, schwedischer Fußballspieler (* 1893)
- 05. Februar: Arthur Henney, deutscher Automobilrennfahrer und Unternehmer (* 1881)
- 05. Februar: Oreste Puliti, italienischer Fechter (* 1891)
- 06. Februar: Geoff Bent, englischer Fußballspieler (* 1932)
- 06. Februar: Roger Byrne, englischer Fußballspieler (* 1929)
- 06. Februar: Eddie Colman, englischer Fußballspieler (* 1936)
- 06. Februar: Walter Crickmer, englischer Fußballfunktionär (* 1900)
- 06. Februar: Tom Curry, englischer Fußballspieler und -trainer (* 1894)
- 06. Februar: Mark Jones, englischer Fußballspieler (* 1933)
- 06. Februar: David Pegg, englischer Fußballspieler (* 1935)
- 06. Februar: Frank Swift, englischer Fußballspieler und Journalist (* 1913)
- 06. Februar: Tommy Taylor, englischer Fußballspieler (* 1932)
- 06. Februar: Bert Whalley, englischer Fußballspieler und -trainer (* 1973)
- 06. Februar: Billy Whelan, englischer Fußballspieler (* 1935)
- 10. Februar: Aleksander Klumberg, estnischer Leichtathlet (* 1899)
- 18. Februar: Heinrich Schläppi, Schweizer Bobfahrer (* 1905)
- 19. Februar: Charles King, US-amerikanischer Leichtathlet (* 1880)
- 21. Februar: Duncan Edwards, englischer Fußballspieler (* 1936)
- 25. Februar: Emil Hübscher, österreichischer Leichtathlet (* 1912)
- 25. Februar: Emil Muller, US-amerikanischer Diskuswerfer (* 1891)
- 25. Februar: Ole Sørensen, norwegischer Segler (* 1883)

### März
- 05. März: Harold Smith, US-amerikanischer Wasserspringer (* 1909)
- 09. März: Eugen Benz, deutscher Industrieller, Funktionär und Automobilrennfahrer (* 1873)
- 10. März: Karl Wazulek, österreichischer Eisschnellläufer (* 1914)
- 14. März: James Cohen, britischer Leichtathlet (* 1906)
- 14. März: Marius Lefevre, dänischer Turner (* 1875)
- 14. März: Alexandros Touferis, griechisch-französischer Leichtathlet (* 1876)
- 17. März: John Pius Boland, irischer Jurist, erster Olympiasieger im Tennis (* 1870)
- 19. März: Helmer Hermandsen, norwegischer Sportschütze (* 1871)
- 19. März: Aarne Pekkalainen, finnischer Segler (* 1895)
- 20. März: Yvan Goor, belgischer Motorrad- und Radrennfahrer (* 1884)
- 28. März: Arthur Hermann, französischer Turner (* 1893)
- 30. März: Ragnar Malm, schwedischer Radrennfahrer (* 1893)

### April
- 09. April: José Manuel Ribeiro da Silva, portugiesischer Radrennfahrer (* 1935)
- 19. April: Andreas Strand, norwegischer Turner (* 1889)
- 29. April: Philippe Payot, französischer Eishockeyspieler (* 1893)
- 29. April: William Stewart, australischer Sprinter (* 1889)
- 000April: Alfred Probst, Schweizer Ruderer (* 1894)

### Mai
- 01. Mai: Jessie Kite, britische Turnerin (* 1892)
- 01. Mai: Otto Roehm, kanadisch-US-amerikanischer Ringer (* 1882)
- 06. Mai: Meryl O’Hara Wood, australische Tennisspielerin (* unbekannt)
- 09. Mai: Dino Urbani, italienischer Fechter (* 1882)
- 12. Mai: Giovanni Mauro, italienischer Fußballschiedsrichter und -funktionär (* 1888)
- 20. Mai: Edmund Minahan, US-amerikanischer Sprinter (* 1882)
- 21. Mai: Thomas Weston, britischer Motorbootfahrer (* 1885)
- 27. Mai: Claës Rundberg, schwedischer Sportschütze (* 1874)

### Juni
- 03. Juni: Charles Lannie, belgischer Turner (* 1881)
- 11. Juni: Clarence DeMar, US-amerikanischer Leichtathlet (* 1888)
- 14. Juni: Joseph McCormick, US-amerikanisch-kanadischer Eishockeyspieler (* 1895)
- 19. Juni: Alfredo Zibechi, uruguayischer Fußballspieler (* 1895)
- 20. Juni: Richard Byrd, US-amerikanischer Leichtathlet (* 1892)
- 21. Juni: Erna Bürger, deutsche Kunstturnerin (* 1909)
- 26. Juni: George Orton, kanadischer Mittelstreckenläufer (* 1873)
- 28. Juni: Johannes Reinwaldt, dänischer Radrennfahrer (* 1890)
- 000Juni: Albert Durant, belgischer Wasserballspieler (* 1892)

### Juli
- 01. Juli: John Scott Leary, US-amerikanischer Schwimmer (* 1881)
- 03. Juli: Maurice Bardonneau, französischer Radrennfahrer (* 1885)
- 03. Juli: Bob McLeod, kanadischer Radrennfahrer (* 1913)
- 05. Juli: Vilhelm Wolfhagen, dänischer Fußballspieler (* 1889)
- 09. Juli: Frank Springfield, australischer Schwimmer (* 1887)
- 10. Juli: Friedrich Maurer, österreichischer Feldhandballspieler (* 1912)
- 17. Juli: Henri Farman, französischer Bahnradsportler, Luftfahrtpionier, Automobilrennfahrer und Unternehmer (* 1874)
- 20. Juli: Salomon Zeldenrust, niederländischer Fechter (* 1884)
- 23. Juli: Frank Mill, deutscher Fußballspieler († 2025)
- 25. Juli: Otto Lasanen, finnischer Ringer (* 1891)
- 000Juli: Harry Spanjer, US-amerikanischer Boxer (* 1873)

### August
- 03. August: Peter Collins, britischer Automobilrennfahrer (* 1931)
- 05. August: Carl Westergren, schwedischer Ringer (* 1895)
- 06. August: Maurice Germot, französischer Tennisspieler (* 1882)
- 18. August: Jérôme De Mayer, belgischer Bogenschütze (* 1875)
- 21. August: Anna Ineke-Timmermans, niederländische Schwimmerin (* 1919)
- 23. August: Johannes Jordell, norwegischer Sportschütze (* 1879)
- 26. August: Irving Calkins, US-amerikanischer Sportschütze (* 1875)
- 26. August: Fabio Mainoni, italienischer Schwimmer (* 1880)
- 28. August: Daniel Norling, schwedischer Turner und Reiter (* 1888)
- 30. August: Gerd Strantzen, deutscher Hockeyspieler (* 1897)

### September
- 03. September: Eileen Hiscock, britische Leichtathletin (* 1909)
- 03. September: Willy Rasmussen, dänischer Leichtathlet (* 1910)
- 07. September: Otto Charlet, deutscher Ruderer (* 1885)
- 08. September: Émile Delchambre, französischer Ruderer (* 1875)
- 10. September: Kléber Fiolet, französischer Schwimmer und Wasserballspieler (* 1880)
- 11. September: Arvid Holmberg, schwedischer Turner (* 1886)
- 15. September: Constant Feith, niederländischer Fußball- und Cricketspieler (* 1884)
- 22. September: Heikki Lehmusto, finnischer Turner (* 1884)
- 27. September: Edgar Seligman, britischer Fechter (* 1867)
- 28. September: Mezzi Andreossi, Schweizer Eishockeyspieler (* 1897)
- 000September: Walter von Siebenthal, Schweizer Eishockeyspieler und Sportfunktionär (* 1899)

### Oktober
- 05. Oktober: Nils Bertelsen, norwegischer Segler (* 1879)
- 09. Oktober: Charles Van Den Bussche, belgischer Segler (* 1876)
- 15. Oktober: Erik Jonsson, schwedischer Sportschütze (* 1873)
- 16. Oktober: Walter Spence, kanadischer Schwimmer (* 1901)
- 21. Oktober: Robert Lindsay, britischer Leichtathlet (* 1890)
- 22. Oktober: Arthur Holden Lowe, englischer Tennisspieler (* 1886)
- 29. Oktober: Hugh Walker, schottischer Hockeyspieler (* 1888)
- 000Oktober: Henry Kaltenbrunn, südafrikanischer Radrennfahrer (* 1893)

### November
- 08. November: Charles Crichton, britischer Segler (* 1872)
- 09. November: Alton Welton, US-amerikanischer Marathonläufer (* 1886)
- 10. November: Charles Poulenard, französischer Leichtathlet (* 1885)
- 11. November: Helge Bäckander, schwedischer Turner (* 1891)
- 11. November: Vittorio Faroppa,  italienischer Fußballspieler und -trainer (* 1887)
- 12. November: Rik Hoevenaers, belgischer Radrennfahrer (* 1902)
- 12. November: Gustaf Söderström, schwedischer Leichtathlet und Tauzieher (* 1865)
- 18. November: Henry Nielsen, dänischer Leichtathlet (* 1910)
- 19. November: Mark Arie, US-amerikanischer Sportschütze (* 1882)
- 19. November: Jerzy Zabielski, polnischer Säbelfechter (* 1897)
- 22. November: James Wendell, US-amerikanischer Leichtathlet (* 1890)
- 28. November: Enrico Pasteur, italienischer Fußballspieler, -trainer und -schiedsrichter sowie Wasserballspieler und -schiedsrichter (* 1882)
- 000November: Harold Webster, kanadischer Leichtathlet (* 1895)

### Dezember
- 02. Dezember: Jan Kok, niederländischer Fußballspieler (* 1889)
- 05. Dezember: Willie Applegarth, britischer Sprinter und Fußballspieler (* 1890)
- 08. Dezember: Wilhelm Grimmelmann, dänischer Turner (* 1893)
- 08. Dezember: Gerhard Voigt, deutscher Ruderer (* 1904)
- 09. Dezember: Grant McDougall, US-amerikanischer Leichtathlet (* 1910)
- 10. Dezember: Hans Næss, norwegischer Segler (* 1886)
- 12. Dezember: Erich Hagenlocher, deutscher Karambolagespieler (* 1895)
- 13. Dezember: Elis Sipilä, finnischer Turner (* 1876)
- 18. Dezember: Hans Bredmose, dänischer Turner (* 1888)
- 18. Dezember: Harvey Wood, englischer Hockeytorhüter (* 1885)
- 19. Dezember: Felix Kwieton, österreichischer Mittel-, Langstrecken- und Crossläufer (* 1877)
- 25. Dezember: Oscar Eriksson, schwedischer Sportschütze (* 1889)

### Datum unbekannt
- Eamonn Fitzgerald, irischer Leichtathlet (* 1906)
- William Hill, britischer Leichtathlet (* 1896)
- Oliver Kirk, US-amerikanischer Boxer (* 1884)
- Paul Köppen, deutscher Motorrad- und Automobilrennfahrer sowie Motorenkonstrukteur (* 1900)
- Leopold Lahner, österreichischer Kugelstoßer, Steinstoßer, Tauzieher und Ringer (* 1880)
- Harold Little, kanadischer Ruderer (* 1893)